# Trigonometopsis punctipennis
Trigonometopsis punctipennis är en tvåvingeart som beskrevs av Malloch 1929. Trigonometopsis punctipennis ingår i släktet Trigonometopsis och familjen lövflugor. Inga underarter finns listade i Catalogue of Life.